# پارک ملی تی‌یو
پارک ملی تی‌یو (فنلاندی: Teijon kansallispuisto, سوئدی: Tykö nationalpark) یک پارک ملی در جنوب غرب فنلاند در شهرداری سالو است. این پارک در ۱ ژانویه ۲۰۱۵ تأسیس شد و مساحتی معادل ۳۴ کیلومتر مربع (۱۳ مایل مربع) را پوشش می‌دهد. پارک ملی تی‌یو توسط متسه‌هالیتوس نگهداری می‌شود.
در پارک ملی، یک پوداب وجود دارد که نوعی پوده‌زار است که در جنوب فنلاند تقریباً ناپدید شده‌است. جنگل‌ها عمدتاً جنگل‌های کاج مدیریت شده جوان هستند. این پارک همچنین محل زندگی چندین گونه از ماهیان آب شیرین، پرندگان لانه ساز از جمله غاز کانادایی، درنای خاکستری، آبچلیک خالدار پاسبز و سیاه‌خروس سیاه است. و پستاندارانی مانند موس و گوزن است.
تقریباً ۵۰ کیلومتر (۳۱ مایل) مسیرهای مشخص شده در پارک وجود دارد، ۳ کیلومتر (۱٫۹ مایل) مسیرهای پیاده‌روی برای افراد ناتوان جسمی ساخته شده‌است.
در پارک ملی، مناطق صنعتی تاریخی، از جمله منطقه سابق آهن‌کاری در کیریاکالا گنجانده شده‌است. در آثار آهنی بسیاری از خانه‌های چوبی مربوط به دهه ۱۸۰۰ است که به حالت اولیه خود بازسازی شده‌اند.